# Волковский сельсовет (Курская область)
Во́лковский сельсове́т — сельское поселение в Железногорском районе Курской области России.
Административный центр — село Волково.

## География
Расположен на северо-востоке Железногорского района Курской области. На севере граничит с Орловской областью и городским поселением посёлок Магнитный, на востоке — с Орловской областью, на юге — с Городновским сельсоветом, на юге и юго-западе — с городским округом город Железногорск. Площадь Волковского сельсовета — 57.09 кв. км. Рельеф местности представляет собой холмистую равнину, прорезанную реками Рясник и Чернь и оврагами.

## История
Образован в первые годы советской власти. По состоянию на 1926 год входил в состав Волковской волости Дмитровского уезда Орловской губернии. В то время в состав сельсовета входили следующие населённые пункты: с. Волково, п. Азаровский, п. Благовещенский, х. Блинова, д. Волкова Слободка, п. Громова Дубрава, п. Ильинский, п. Копоня, п. Никольский, п. Новая Жизнь, п. Новый Свет, п. Озерки, п. Первое Мая, п. Светлый Дунай.
В 1928 году включён в состав Михайловского (ныне Железногорского) района. В 1973 году в Волковский сельсовет была передана часть населённых пунктов упразднённого Гремяченского сельсовета (посёлки Азаровский, Громова Дубрава, Озерки, Светлый Дунай).
Законом Курской области от 21 октября 2004 года № 48-ЗКО (в ходе муниципальной реформы 2006 года) муниципальное образование Волковский сельсовет наделено статусом сельского поселения.

## Населённые пункты
В состав поселения входят 13 населённых пунктов:
| №  | Населённый пункт | Тип населённого пункта |
| -- | ---------------- | ---------------------- |
| 1  | Волково          | село, адм. центр       |
| 2  | Азаровский       | посёлок                |
| 3  | Благовещенский   | посёлок                |
| 4  | Георгиевский     | посёлок                |
| 5  | Громова Дубрава  | посёлок                |
| 6  | Ивановский       | посёлок                |
| 7  | Ильинский        | посёлок                |
| 8  | Никольский       | посёлок                |
| 9  | Новая Жизнь      | посёлок                |
| 10 | Озерки           | посёлок                |
| 11 | Пасерково        | деревня                |
| 12 | Рясник           | деревня                |
| 13 | Светлый Дунай    | посёлок                |

## Население
| 2002 | 2010 | 2012 | 2013 | 2014 | 2015 | 2016 |
| ---- | ---- | ---- | ---- | ---- | ---- | ---- |
| 704  | ↘530 | ↘527 | ↗542 | ↘525 | ↘494 | ↘489 |
| 2017 | 2018 | 2019 | 2020 | 2021 |      |      |
| ↘472 | ↘459 | ↘425 | ↘389 | ↗406 |      |      |